# Иоффе, Борух-Лейб Давидович
Лев (Борух-Лейб) Давидович Иоффе (1860—?) — российский раввин, религиозный деятель, тамбовский губернский раввин, потомственный почётный гражданин, купец 1-й гильдии.

## Биография
Родился в местечке Ширвинты Виленского уезда Виленской губернии. Выпускник Виленского раввинского училища (1873).
В службу вступил в должности Славяносербского раввина с 1 сентября 1877 года. Исполнял обязанности раввина до 1896 года. С 1881 года — законоучитель по закону еврейской веры при городских училищах Славяносербска и Луганска.
28 сентября 1896 утверждён в должности раввина Тамбовской еврейской молельни.
17 мая 1897 года утверждён в должности Тамбовского губернского раввина. 2 июля 1904 года в составе делегации встречал императора Николая II и поднёс Моисеево Пятикнижие от еврейских общин городов Тамбова, Козлова, Кирсанова и Борисоглебска. Государь Император милостиво принял пятикнижие и удостоил посетителей приветствием.
1 января 1905 года пожаловано звание потомственного почётного гражданина, в том же году утверждён губернатором пожизненным губернским раввином.
Исполнял обязанности казённого раввина в 1911 году и губернского раввина в 1916 году. В 1917 году упоминается как бывший раввин. Дальнейшая судьба неизвестна.

## Награды
- 1893 — золотая медаль «За усердие» для ношения на груди на Станиславской ленте.
- 1908 — золотая медаль «За усердие» для ношения на шее на Александровской ленте.
- 1913 — бронзовая медаль «В память 300-летия царствования дома Романовых».

### Благодарности
- 1897 год — благодарственный адрес от еврейской общины г. Тамбова за деятельность по учреждению еврейской общины и молельни в городе.
- 1900 — директором народных училищ Тамбовской губернии объявлена благодарность за его заботы и обучение молодого еврейского поколения.
- 1900 — командиром Борисоглебского резервного батальона объявлена благодарность за труды к поднятию духовно-нравственного состояния нижних чинов из евреев.
- 1904 — Тамбовским уездным воинским начальником выражена благодарность и признательность за неутомимые труды на пользу нравственного и физического подъёма духа среди солдат евреев местного гарнизона.
- 1904 — командир 217 Кромского резервного полка выразил благодарность за заботное отношение к нижним чинам иудейского вероисповедания, за поучения, способствовавшие развитию в этих чинах сознательного отношения к их обязанностям, а также и за все труды на пользу евреев, призванных в войска для защиты Царя и Отечества.
- 1904 — губернским предводителем дворянства князем Чолокаевым поднесено поздравление с 25-летием благотворной деятельностью раввина.
- 1914 — начальником I бригады кавалерийского запаса объявлена признательность за полезную деятельность по укреплению в нижних чинах 7 запасного кавалерийского полка иудейского вероисповедания высоких понятий о служебном долге, чести и достоинстве[5].

## Семья
- Жена — Фанни Самуиловна (Фрума-Двойра Шмулевна) Иоффе (в девичестве Нахманович), дочь ростовского купца[7].
  - Дочь — Рахиль (родилась 4 января 1894 года).
  - Сын — Виктор (родился 29 сентября 1897 года). В 1916 году окончил Тамбовское реальное училище имени императора Александра II. В 1916 году зачислен в Рижский политехнический институт.
  - Дочь — Евгения (родилась 1901 году).